# Wang Wei (nadador)
Wang Wei (1980) es un deportista chino que compitió en natación. Ganó una medalla de plata en el Campeonato Mundial de Natación en Piscina Corta de 1997, en la prueba de 200 m espalda.

## Palmarés internacional
| Campeonato Mundial en Piscina Corta | Campeonato Mundial en Piscina Corta | Campeonato Mundial en Piscina Corta | Campeonato Mundial en Piscina Corta |
| Año                                 | Lugar                               | Medalla                             | Prueba                              |
| ----------------------------------- | ----------------------------------- | ----------------------------------- | ----------------------------------- |
| 1997                                | Gotemburgo (Suecia)                 | Medalla de plata                    | 200 m espalda                       |